# Pharta bimaculata
Pharta bimaculata är en spindelart som beskrevs av Tord Tamerlan Teodor Thorell 1891. Pharta bimaculata ingår i släktet Pharta och familjen krabbspindlar. Inga underarter finns listade i Catalogue of Life.